# Flussarm

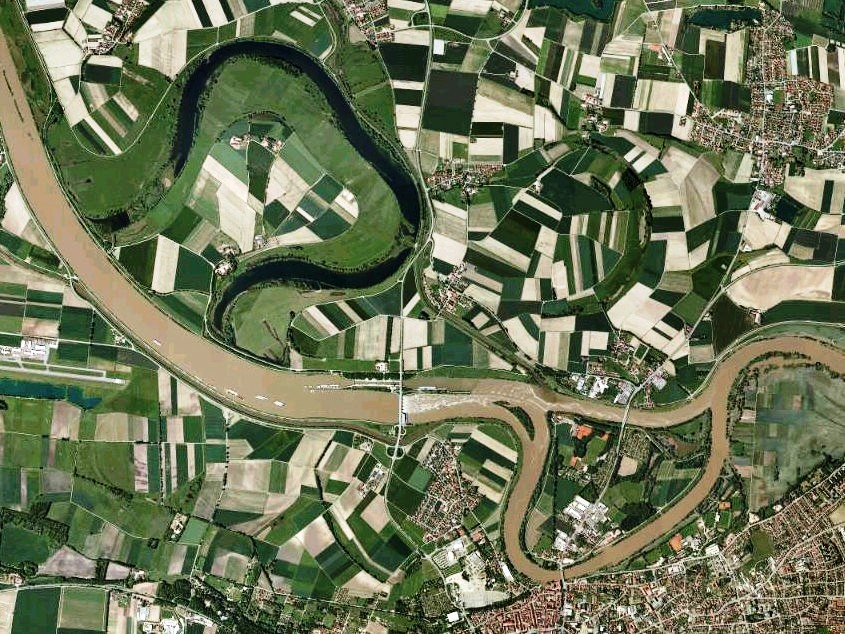
Donau bei Straubing. Blaue Schleife oben links: Altarm.
Braune Schleife unten rechts: künstlicher Hauptarm (von ca. 1480)
Braune kurze Strecke darüber: Alte Donau: alleinige Donau bis ca. 1480, danach Altwasser und heute schiffbarer Nebenarm

Als Arme eines Flusses bezeichnet man die Wasserläufe, in die sich der Fluss an einer Stelle (in Fließrichtung gesehen) verzweigt. Sie können sich danach wieder vereinigen und so eine Flussinsel bilden, oder sie fließen als Mündungsarme getrennt in ein größeres Gewässer, meist das Meer. Flüsse, deren Lauf sich in mehrere Arme verzweigt, sind typisch für die morphologischen Gewässertypen anastomosierender Fluss und verflochtener Fluss. Vor allem beim zweiten Typ gehen die eingeschalteten Inseln nach unten hin ohne feste Grenze in Schotter- und Sandbänke über.
Sehr selten kommt es vor, dass ein Arm eines Fließgewässers sich nicht mit dem Gewässer, von dem er abgezweigt ist, wieder vereinigt, sondern mit einem anderen Gewässer. Dieser Fall wird Flussbifurkation genannt.

## Unterscheidungen

### Arm
Ein Arm einer Flussverzweigung hat bei mittleren Wasserständen für den Abfluss keine oder keine wesentlich geringere Bedeutung als der andere Arm. Im Flussabschnitt eines Arms existiert kein Hauptarm, sondern er besteht meist aus zwei und selten mehr Armen.
Merkmal:
- Im Bereich eines Arms gibt es keinen Hauptarm

Beispiele:
Mombacher Arm und Kasteler Arm des Rheins auf Höhe der Petersaue bei Mainz
Linker und rechter Arm der Seine in Paris auf Höhe der Île Saint-Louis und Île de la Cité

### Hauptarm
Ein Hauptarm ist ein Arm einer Flussverzweigung mit dem bei mittleren Wasserständen überwiegenden Abfluss/Durchfluss (Definition nach DIN 4054 und VV-WSV Objektkatalog, vgl. unter Literatur).

### Nebenarm
Ein Nebenarm ist der Seitenarm einer Flussverzweigung, der bei mittleren Wasserständen für den Abfluss und ggf. für den Schiffsverkehr eine geringere Bedeutung und in der Regel eine geringere Fließgeschwindigkeit als der Hauptarm hat (Definition nach DIN 4054 und VV-WSV Objektkatalog, vgl. unter Literatur).
Nebenarme entstehen, wenn sich das Flussbett an einer Flussinsel oder einer Sand- oder Schotterbank (in der Schifffahrt „Mittelgründe“ genannt) verzweigt, aber auch durch künstliche Durchstiche bei Flussbegradigungen. Werden Nebenarme bei Mittelwasser nicht mehr durchströmt, werden sie Umfluter oder Flutmulde (bei natürlichem Bett) oder Umflutkanal oder Flutgraben (bei künstlichem Gewässerbett) genannt. Diese dienen zur Entlastung des Hauptgerinnes bei Hochwasser.
Merkmale:
- Verbindung an beiden Enden mit dem Hauptstrom
- Ständig durchströmt

Beispiel: Alte Donau in Straubing (siehe oberes Bild)

### Altarm

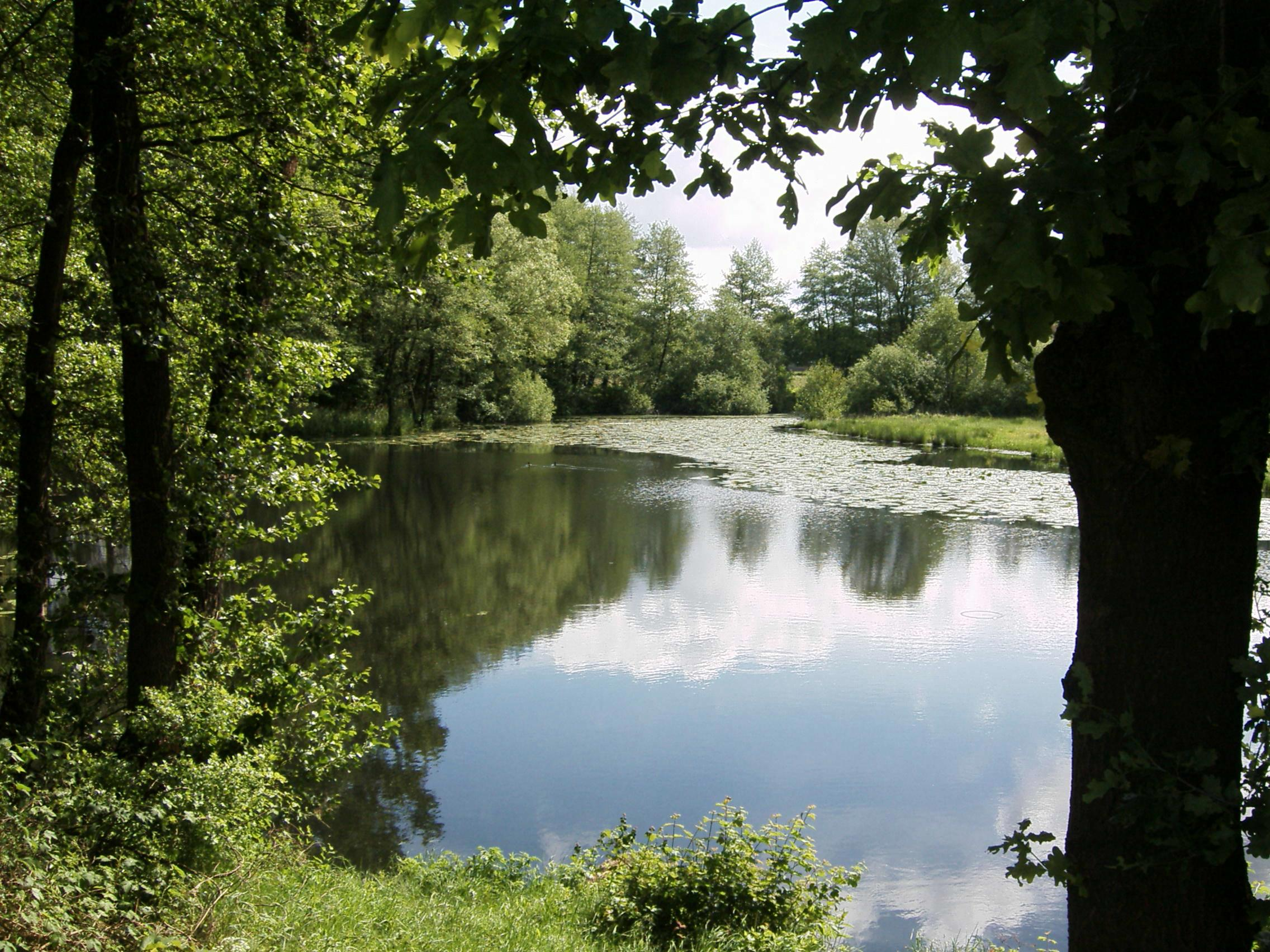
Altarm der oberen Ems in Rheine

Ein Altarm (umgangssprachlich auch toter Arm) ist der Teil eines Flusses, der durch natürliche (Sand- oder Kiesbank) oder künstliche (Wehr oder Stauanlage) Einwirkung an einem Ende vom Hauptstrom abgeschnitten ist. Altarme sind oft flacher als der Hauptarm. Da sie nicht mehr oder nur wenig durchströmt sind, haben sie mehr den Charakter eines Stillgewässers und neigen zur Versumpfung oder gar Verlandung. Sie bilden einen wichtigen Lebensraum für Vögel und Insekten und sind öfters als Naturschutzgebiete oder Landschaftsschutzgebiete ausgewiesen. Altarme entstehen natürlicherweise in der Regel nicht aus Seitenarmen eines verzweigten Fließgewässers, sondern dann, wenn in einem stark gewundenen Flussbett mit Mäanderbildung der Fluss eine solche Flussschlinge an einer Engstelle durchbricht und so den Lauf abkürzt. In Mitteleuropa sind allerdings viele davon durch künstlichen, wasserbaulichen Durchstich des Mäanders, etwa zur Verbesserung der Schiffbarkeit des Flusses, entstanden. Wenn an beiden Seiten keine Verbindung zum Hauptstrom mehr besteht, wird der Altarm zum Altwasser.
Merkmale:
- Verbindung nur an einem Ende mit dem Hauptstrom
- Wenig durchströmt (z. B. nur über einen Grundablass) oder nicht mehr durchströmt, außer bei Hochwasser

Beispiel: Saumain in Schweinfurt
Altarme und Nebenarme werden manchmal unter dem Begriff Seitenarm zusammengefasst.

### Mündungsarm

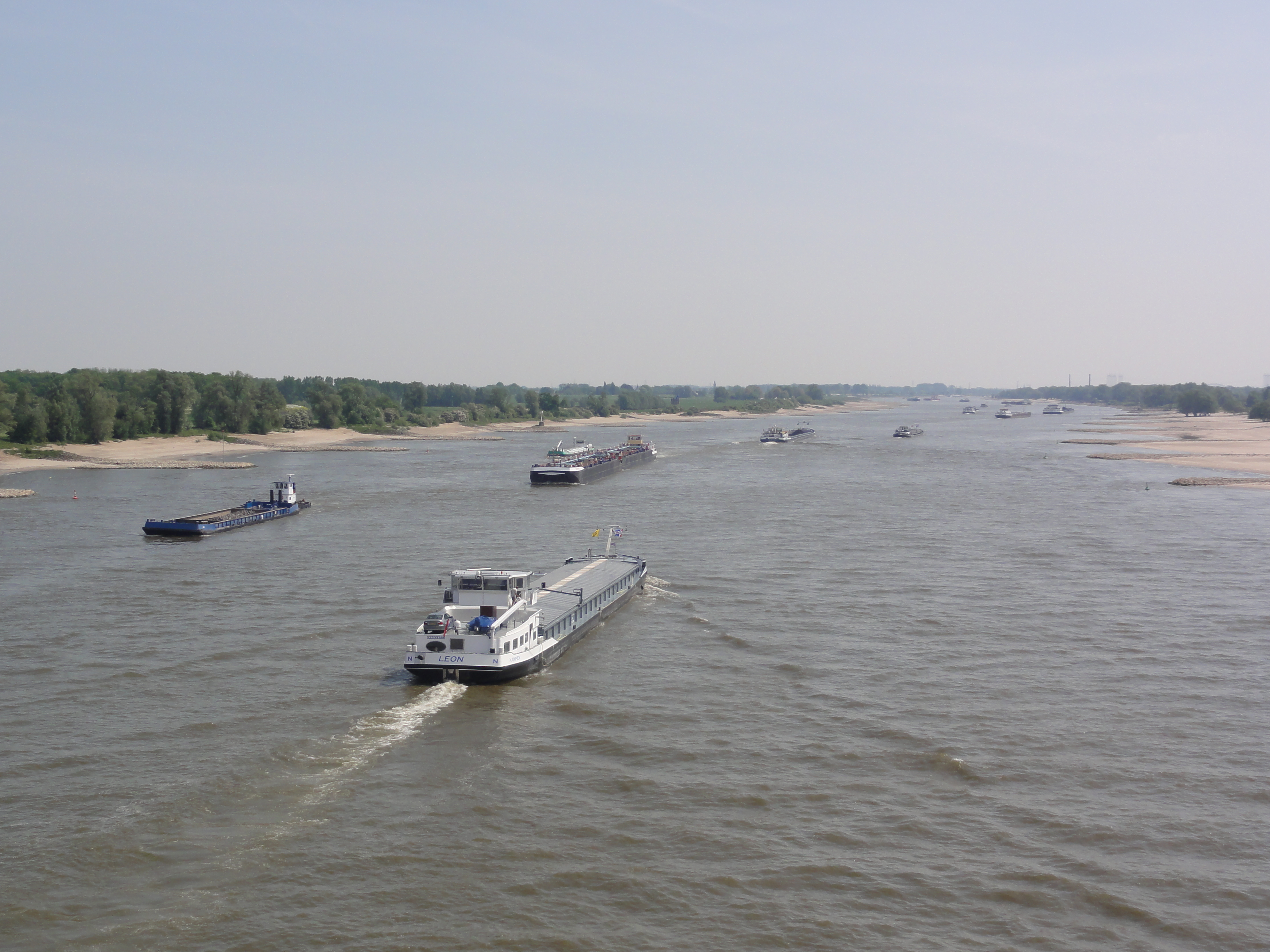
Waal, Mündungsarm des Rheins

Ein Mündungsarm (oft nur Arm oder Flussarm) ist ein Arm eines Flusses in einem Flussdelta.
Merkmal
- Kommt nur in einer Flussmündung vor

Beispiele:
Flussdelta am Meer: Lek und Waal an der Rheinmündung
Flussdelta am See: Alter Rhein an der Mündung des Alpenrheins in den Bodensee

## BranchundFork
In englischsprachigen Namen außereuropäischer Flüsse bezeichnet Fork keinen Arm, sondern einen Quellfluss: Die „Gabelung“ ist hier – flussaufwärts betrachtet, aus der Perspektive der Entdecker – der Zusammenfluss. Branch kann in Flussnamen sowohl für Flussarme als auch für Quellflüsse stehen.

## Kanäle
Ein Kanal, der an beiden Enden mit dem Fluss verbunden ist und einen Teil des Abflusses aufnimmt, wird nicht als Flussarm betrachtet. Flüsse besitzen manchmal einen durch Flusswasser gespeisten, zum Flussbett parallelen Seitenkanal, der der Binnenschifffahrt dient (z. B. Rheinseitenkanal). Andere dienen technischen Zwecken, z. B. Schleusenkanäle, Kraftwerkskanäle, Triebwerkskanäle (wie Mühlengräben oder Mühlenarme).